# 東京都内市区町村指定文化財一覧
東京都内市区町村指定文化財一覧（とうきょうとないしくちょうそんしていぶんかざいいちらん）は、東京都内の市町村・特別区の指定文化財の一覧である。

## 区部
- 千代田区指定文化財一覧
- 中央区指定・登録文化財一覧
- 港区指定・登録文化財一覧
- 新宿区指定・登録文化財一覧
- 文京区指定文化財一覧
- 台東区指定・登載文化財一覧
- 墨田区指定・登録文化財一覧
- 江東区指定・登録文化財一覧
- 品川区指定文化財一覧
- 目黒区指定文化財一覧
- 大田区指定・登録文化財一覧
- 世田谷区指定・登録文化財一覧
- 渋谷区指定・登録文化財一覧
- 中野区指定・登録文化財一覧
- 杉並区指定・登録文化財一覧
- 豊島区指定文化財一覧
- 北区指定文化財一覧
- 荒川区指定・登録文化財一覧
- 板橋区指定・登録文化財一覧
- 練馬区指定・登録文化財一覧
- 足立区指定・登録文化財一覧
- 葛飾区指定・登録文化財一覧
- 江戸川区指定・登録文化財一覧

## 市部
- 八王子市指定文化財一覧
- 立川市指定文化財一覧
- 武蔵野市指定文化財一覧
- 三鷹市指定文化財一覧
- 青梅市指定文化財一覧
- 府中市指定文化財一覧
- 昭島市指定文化財一覧
- 調布市指定文化財一覧
- 町田市指定文化財一覧
- 小金井市指定文化財一覧
- 小平市指定文化財一覧
- 日野市指定文化財一覧
- 東村山市指定文化財一覧
- 国分寺市指定文化財一覧
- 国立市指定文化財一覧
- 福生市指定文化財一覧
- 狛江市指定文化財一覧
- 東大和市指定文化財一覧
- 清瀬市指定文化財一覧
- 東久留米市指定文化財一覧
- 武蔵村山市指定文化財一覧
- 多摩市指定文化財一覧
- 稲城市指定文化財一覧
- 羽村市指定文化財一覧
- あきる野市指定文化財一覧
- 西東京市指定文化財一覧

## 西多摩郡
- 瑞穂町指定文化財一覧
- 日の出町指定文化財一覧
- 檜原村指定文化財一覧
- 奥多摩町指定文化財一覧

## 島嶼部
- 大島町指定文化財一覧
- 利島村指定文化財一覧
- 新島村指定文化財一覧
- 神津島村指定文化財一覧
- 三宅村指定文化財一覧
- 御蔵島村指定文化財一覧
- 八丈町指定文化財一覧
- 青ヶ島村指定文化財一覧
- 小笠原村指定文化財一覧